# Theóklitos Karipídis
Theóklitos Karipídis (en grec moderne : Θεόκλητος Καριπίδης) est un joueur de volley-ball grec né le 18 janvier 1980 à Salonique. Il mesure 1,98 m et joue réceptionneur-attaquant.

## Clubs
| Club                  | Pays   | De        | À         |
| --------------------- | ------ | --------- | --------- |
| Iraklis Thessalonique | Grèce  | 1997-1998 | 2002-2003 |
| Trévise Volley        | Italie | 2003-2004 | 2003-2004 |
| Dorica Ancône         | Italie | 2004-2005 | 2004-2005 |
| API Vérone            | Italie | 2005      | 2005      |
| Bassano Volley joker  | Italie | 2006      | 2006      |

## Palmarès
- Championnat d'Italie : 2004
- Coppa Italia : 2004
- Supercoupe d'Italie : 2004
- Championnat de Grèce : 2002
- Coupe de Grèce : 2000, 2002